# Bauring-Skandal
Als Wiener Bauring-Skandal werden die gesetzwidrigen und wirtschaftlich verlustreichen Vorgänge rund um die Aktivitäten der gemeindeeigenen Wohnbaugesellschaft Wiener Bauring Mitte der 1970er Jahre bezeichnet, die in einen Prozess und einer Verurteilung wegen Betruges mündeten.

## Ablauf
Die aus fünf Unternehmen durch Fusion hervorgegangene Wohnbaugesellschaft Wiener Bauring im Besitz der Gemeinde Wien führte trotz eines Verbotes der Durchführung von Auslandsprojekten zahlreiche Bauvorhaben im arabischen Raum durch. Durch schwere Managementfehler, Korruption und Betrug entstand bis zum Jahr 1973 ein Schuldenstand von 1,4 Milliarden Schilling (2025: ca. 401 Mio. Euro) anstelle eines geplanten Plus von 700 Mio. Schilling (2025: ca. 201 Mio. Euro).

## Aufklärung
Berichte des in der Folge in Österreich auf die Aufdeckung politischer Skandale spezialisierten Journalisten Alfred Worm im profil setzten den Grundstein für seinen Ruf als Aufdeckungsjournalist.
Der ausgebildete Bauingenieur Worm war in jener Zeit Kommunalberichterstatter der Stadt Wien und bei einer Baufirma beschäftigt, als er auf den Wiener Bauring-Skandal stieß.
Im Juni 1974 beschuldigte auch ein äußerst kritischer Prüfungsbericht des Kontrollamtes der Stadt Wien die beiden Ex-Direktoren des Wiener Baurings, Wawowetz und Zöllner, durch fahrlässiges Verhalten bei Arabiengeschäften 550 Millionen Schilling Verlust eingefahren zu haben. Dem Aufsichtsratsvorsitzenden Suttner warf der Bericht vor, sich zu selten und zu wenig gezielt um die Geschäftsgebarung des Wiener Baurings gekümmert zu haben. Bürgermeister Gratz versprach, den Bericht an die Staatsanwaltschaft weiter zu leiten. Dass teilweise Rückflüsse in Arabien geleisteter Provisionen der heimischen Parteienfinanzierung gedient haben könnten, schloss Gratz kategorisch aus.
Am 3. März 1976 debattierte der Wiener Gemeinderat den Bauring-Skandal. Für die Sanierung des enorm verschuldeten Großbetriebes waren 1,4 Mrd. Schilling nötig.

## Prozess
Der Prozess war geprägt von gegenseitigen Schuldzuweisungen unter anderem auch an die Politik. Der als Zeuge geladene Wiener Ex-Bürgermeister Felix Slavik und dessen 1973 ins Amt berufener Nachfolger Leopold Gratz wiesen die Verantwortung ebenso von sich wie der Aufsichtsratsvorsitzende Reinhold Suttner und die vier Manager.
Der Prozess endete am 23. Dezember 1976 mit Freisprüchen für die Manager, denen im Urteil erschütternde Ahnungslosigkeit und Sorglosigkeit bis hin zur Unfähigkeit bescheinigt wurde. Einzig ein Architekt, der versucht hatte, sich durch komplizierte Serienkreditkonstruktionen um 60 Mio. Schilling zu bereichern, wurde rechtskräftig zu einer mehrjährigen Haftstrafe verurteilt.